# Інґеборґа Лейнінґ
Інґеборґа Лейнінґ (норв. Ingeborg Løyning, 13 вересня 2000) — норвезька плавчиня.
Учасниця Олімпійських Ігор 2020 року, де в попередніх запливах на дистанціях 100 і 200 метрів на спині посіла, відповідно, 18-те і 17-те місця й не потрапила до півфіналів. 